# Raid de Price
Batailles
Expédition de Price au Missouri
- Fort Davidson
- 4e Boonville
- Glasgow
- Lexington
- Little Blue River
- 2e Independence
- Byram's Ford
- Westport
- Marais des Cygnes
- Mine Creek
- Marmiton River
- 2e Newtonia

Le raid de Price (également connu sous la dénomination de expédition de Price au Missouri) est une opération menée, en 1864, par la cavalerie confédérée à travers les États du Missouri et du Kansas, pendant la guerre de Sécession.
Pendant cette campagne, le major-général sudiste Sterling Price enregistra quelques victoires, mais il fut finalement défait, à la bataille de Westport, par le major-général Samuel Ryan Curtis puis refoulé vers l'Arkansas par la cavalerie de l'Union, commandée par le major-général Alfred Pleasonton.
L'expédition de Price fut la dernière opération militaire d'envergure menée à l'ouest du Mississippi.
L'échec des Confédérés contribua à la réélection d'Abraham Lincoln et assura à l'Union le contrôle, jusqu'alors très contesté, de l'« État-tampon » du Missouri.

## Contexte
Après trois ans de combats acharnés et indécis, les autorités confédérées se désespéraient à l'approche de l'élection présidentielle qui allait se tenir, dans les États de l'Union, à l'automne 1864. Alors que les hasards de la guerre avaient plutôt été favorables aux Confédérés avant 1863, la balance commençait alors à pencher pour l'Union. Ulysses S. Grant avait encerclé Robert Lee à Petersburg ; Jubal Anderson Early avait été repoussé des environs de Washington et Philip Sheridan lui donnait maintenant la chasse dans la vallée de Shenandoah. William Tecumseh Sherman avait capturé Atlanta. Tandis que l'espoir d'une reconnaissance internationale de la Confédération s'éloignait, les Sudistes réalisaient qu'une réélection du président Abraham Lincoln serait désastreuse pour leur cause.
Pendant l'été, la Confédération avait ordonné au lieutenant-général Edmund Kirby Smith, qui commandait sur le théâtre Trans-Mississippi, d'envoyer un corps d'armée qui franchirait le Mississippi pour venir renforcer les défenses d'Atlanta et celles de Mobile (Alabama). Mais la traversée, en bac ou sur un pont flottant, fut considérée comme impossible en raison des canonnières de l'Union qui patrouillaient la rivière. Le lieutenant-général Richard Taylor, qui avait été considéré pour la mission, était par ailleurs retenu par d'autres opérations.
Inspiré par la préparation des manœuvres de diversion qui auraient dû accompagner la traversée de Taylor, Smith élabora un plan de rechange. Il reprendrait à l'Union le contrôle de l'État du Missouri et retournerait ainsi l'opinion publique du Nord contre Lincoln. Il ordonna à Sterling Price d'envahir le Missouri et de se diriger vers Saint-Louis. Price devait s'emparer de la ville, de ses entrepôts et du ravitaillement militaire. Si la ville était trop défendue, il obliquerait vers l'ouest et prendrait Jefferson City, la capitale de l'État. Cette opération porterait un coup au moral nordiste et justifierait la présence, sur le drapeau de la Confédération, de l'étoile symbolisant le Missouri. Price franchirait alors la frontière avec le Kansas et obliquerait vers le sud à travers le Territoire indien, « vidant le pays de ses mules, de ses chevaux, de son bétail et de son ravitaillement ».

## Forces en présence

### Confédération

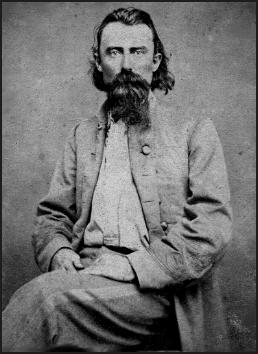
Le brigadier-général confédéré Joseph O. « Jo » Shelby commandait une des trois divisions de Price.

Price assembla une force, qu'il baptisa armée du Missouri, composée de 12 000 hommes, accompagnés de 14 pièces d'artillerie. Son armée était organisée en trois divisions, confiées aux majors-généraux James F. Fagan et John S. Marmaduke et au brigadier-général Joseph O. « Jo » Shelby. Mais les unités d'infanterie originellement assignées aux effectifs de Price furent réquisitionnées pour d'autres missions et son expédition se transforma en un raid de cavalerie. Les troupes de Price mêlaient le pire et le meilleur : un quart de son effectif était composé de déserteurs qui avaient été réintégrés à l'armée confédérée. Des centaines de ses soldats allaient pieds-nus et la plupart d'entre eux ne disposaient pas du moindre équipement (gourde, cartouchière). Ils transportaient leur eau dans des cruches et gardaient leurs munitions dans les poches de leurs chemises ou de leurs pantalons. Price espérait que la population du Missouri se rallierait à sa cause, ce qui s'avéra une erreur : la plupart des habitants ne souhaitaient pas prendre parti dans le conflit. Seuls les francs-tireurs du cru rejoignirent ses rangs, lui apportant un renfort de quelque 6 000 hommes.

### Union

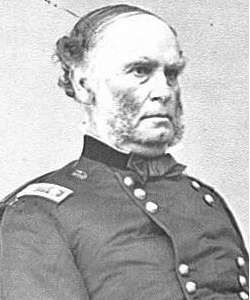
Le major-général de l'Union, Samuel Ryan Curtis.

De son côté, l'Union pouvait aligner des milliers de combattants appartenant à la milice de l'État du Missouri. Ils joueraient un rôle crucial dans la défaite de Price, aux côtés du XVIe corps du major-général Andrew J. Smith, appuyé par la division de cavalerie du major-général Alfred Pleasonton (détachée par William Starke Rosecrans de son Département du Missouri).
Au moment où Price lançait sa campagne, Smith et ses hommes se trouvaient sur des transports de troupes qui appareillaient de Cairo (Illinois) pour rejoindre l'armée de Sherman en Géorgie. Rosecrans exigea que ces troupes soient affectées au Missouri pour faire face à la menace de Price. Henry Wager Halleck, alors chef d'état-major de l'armée de l'Union, lui donna immédiatement satisfaction. À la mi-octobre, des renforts supplémentaires étaient arrivés du Kansas, conduits par le major-général Samuel Ryan Curtis, un vieil ennemi que Price avait combattu à la bataille de Pea Ridge et qui commandait la toute nouvelle armée des confins (army of the Border). Curtis disposait de la division de cavalerie du major-général James G. Blunt, de la milice du Kansas du major-général George W. Dietzler, de la cavalerie de Pleasonton et de deux divisions d'infanterie, provenant du corps d'armée de Smith et placées sous le commandement des colonels Joseph J. Woods and David C. Moore, soit 35 000 hommes au total,.

## Combats

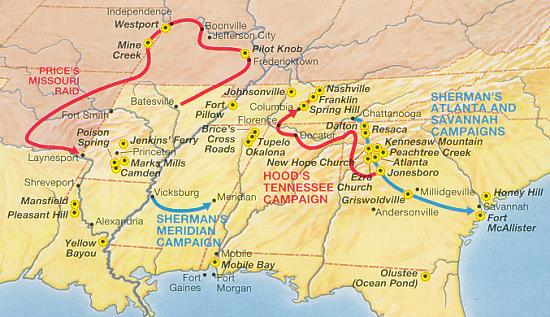
Le raid de Price sur le théâtre trans-Mississippi de la guerre de Sécession, 1864.

Le 28 août 1864, Price quittait Camden (Arkansas), chevauchant un cheval nommé Bucephalus. Le jour suivant, il opéra sa jonction avec deux divisions à Princeton et en récupéra une troisième à Pocahontas le 13 septembre. Ses forces pénétrèrent au Missouri le 19 septembre. Sur son chemin, des escarmouches avec la milice du Missouri se produisaient quotidiennement, mais il fallut attendre le 27 septembre pour qu'une véritable bataille soit livrée à Pilot Knob, au sud-ouest de Saint-Louis, dans le comté d'Iron (Missouri).

### Bataille de fort Davidson (27 septembre 1864)
Les Nordistes du brigadier-général Thomas Ewing, Jr. arrivaient de Saint-Louis avec du renfort, en suivant le tracé de la ligne de chemin de fer en direction d'Ironton, pour retarder l'avancée de Price. Au matin du 27 septembre, Price les attaqua, repoussant les Fédéraux sous leurs défenses, ancrées autour de Fort Davidson, à proximité de Pilot Knob. Après avoir déplacé des éléments de son armée sur des collines entourant le fort, en fin d'après-midi, Price lança des assauts répétés et y subit des pertes effroyables. Pendant la nuit, les Fédéraux évacuèrent le fort et firent sauter sa poudrière. Price avait payé le prix fort, mais il avait également laissé aux Fédéraux le temps de s'organiser pour s'opposer à son incursion, sans avoir par ailleurs engrangé de bénéfice tactique ou stratégique durable,.
Le même jour, à l'est de Saint-Louis, une colonne de partisans sudistes, conduite par le lieutenant William « Bloody Bill » Anderson mit à sac la localité de Centralia, assassinant plusieurs soldats nordistes désarmés (Massacre de Centralia). Anderson, un proche du tristement célèbre colonel William C. Quantrill, était accompagné par Frank et Jesse James,. Pour répondre à la menace, le XVIe Corps de l'Union fut assigné à la défense de Saint-Louis et renforcé par les unités de Pleasonton. Voyant que son objectif principal, Saint-Louis, s'avérait désormais trop protégé pour être pris, Price obliqua vers l'ouest pour se porter sur Jefferson City. Il découvrit alors que la capitale de l'État avait également été fortifiée et hors de portée de ses capacités militaires du moment. Il la contourna donc et poursuivit sa route vers l'ouest en direction de Kansas City (Missouri) et de Fort Leavenworth.

### Quatrième bataille de Boonville (11 octobre)
Le 10 octobre Price arriva à Boonville, une petite localité sur le cours du Missouri. Alors que la cité était plutôt favorable à la Confédération et que les habitants s'étaient portés à sa rencontre pour l'accueillir, ses hommes se livrèrent à deux jours de pillages et d'orgie qui les retardèrent dans leur avance, donnèrent le temps au commandement de l'Union de s'organiser pour les battre, et retourna contre eux les habitants du lieu. Le 11 octobre, les Nordistes du brigadier-général John S. Sanborn (dont la brigade faisait partie des forces de Rosecrans), qui poursuivaient Price depuis Jefferson City, butèrent contre son arrière-garde dans les parages de Boonville. Ils furent repoussés par Marmaduke et Fagan, et se retirèrent sur la rive sud de Saline Creek. Price et ses hommes abandonnèrent la ville le lendemain.
Le même jour, Bloody Bill Anderson et ses bushwackers entrèrent à leur tour à Boonville, avec les scalps de soldats de l'Union accrochés à la bride de leurs chevaux. Atterré par ces atrocités, Price ordonna de décrocher immédiatement les trophées et refusa d'adresser la parole à Anderson tant que cela n'aurait pas été fait. Price lui ordonna ensuite de se diriger vers le nord pour saboter la ligne de chemin de fer du North Missouri Railroad. En réalité, les déprédations antérieures d'Anderson, combinées aux actions de George Todd, avaient déjà coupé le trafic ferroviaire. Anderson et ses hommes se reportèrent donc sur des petites villes qu'ils saccagèrent et des dépôts de chemin de fer au nord de la rivière, tuant sur leur chemin soldats et civils, sans impact positif sur l'opération de Price. Les partisans de Todd furent engagés par Price pour servir d'éclaireurs à son armée, au lieu de leur assigner des missions distinctes qui auraient pu contribuer, par leur mobilité, à harceler et à disperser les forces de l'Union, diminuant ainsi leur capacité à concentrer leurs effectifs contre lui.

### Bataille de Glasgow (15 octobre)

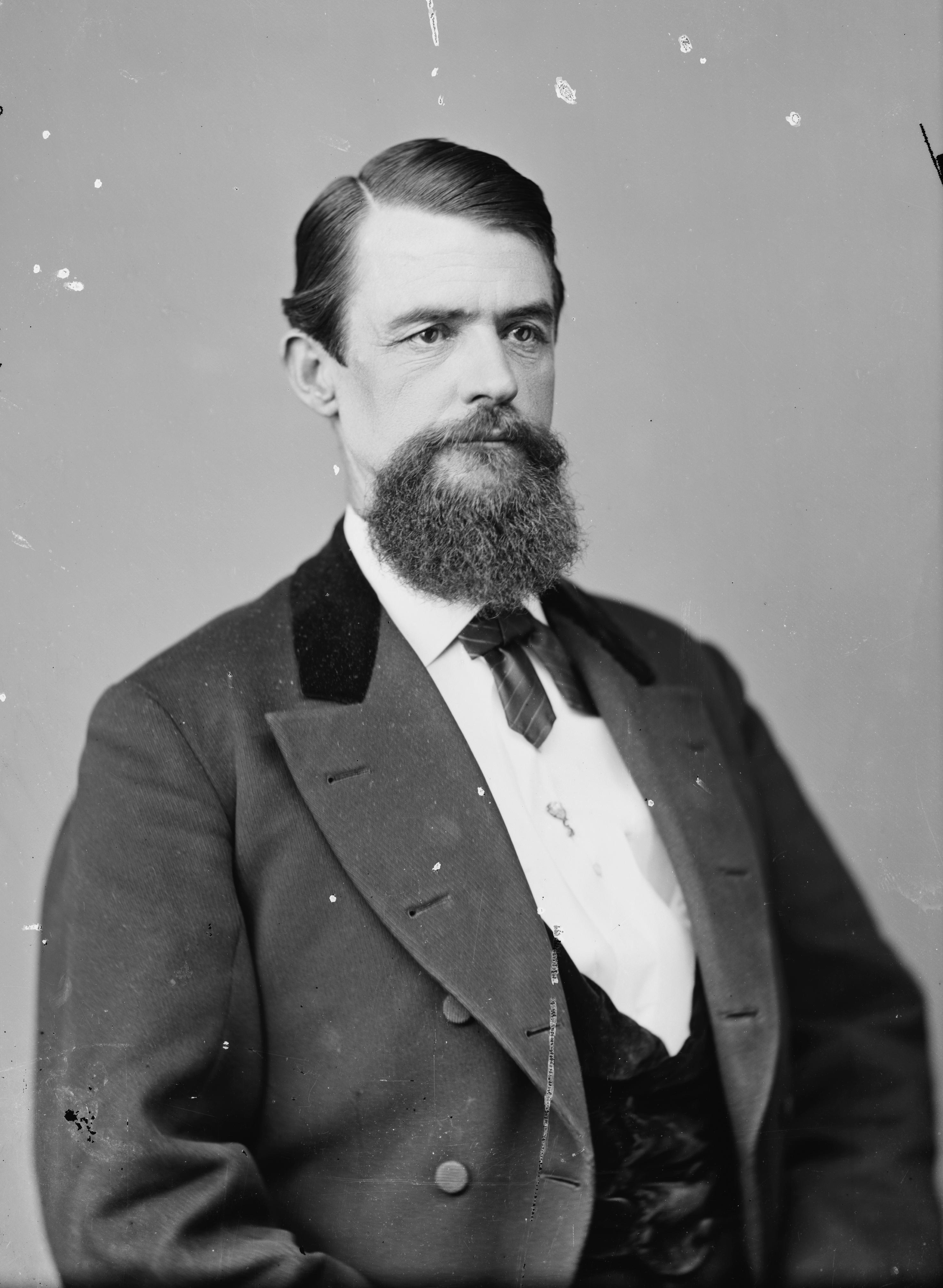
Le général sudiste John Bullock Clark Jr. participa à la campagne de Price au Missouri et, en particulier, à la bataille de Glasgow.

Price décida d'envoyer un détachement commandé par les généraux Shelby and John Bullock Clark, Jr. à Glasgow afin de « libérer » les armes et les ravitaillements qui y étaient entreposés. Le 15 octobre, avant l'aube, l'artillerie confédérée entra en action et les troupes de Shelby s'avancèrent sur Glasgow, obligeant ses défenseurs à reculer derrière des fortifications édifiées à proximité, sur Hereford Hill, où ils formèrent une ligne défensive face à l'avance implacable des Confédérés. Certain de ne pouvoir résister à un nouvel assaut, le colonel Chester Harding, qui commandait les Nordistes, se rendit vers 13 h 30, après avoir détruit quelques entrepôts. Les hommes de Price réussirent cependant à mettre la main sur des fusils, des capotes et des chevaux. Ils s'attardèrent en ville pendant trois jours avant de rejoindre le gros de la troupe qui marchait sur Kansas City. Cette victoire et le matériel capturé redonnèrent le moral aux hommes de Price, mais leur étape prolongée à Glasgow et la lenteur de leurs déplacements avaient donné à leurs ennemis le temps de s'organiser et de couvrir la distance qui les séparait,.

### Bataille de Sedalia (15 octobre)
Pendant que Shelby et Clark étaient engagés à Glasgow, Price envoya le brigadier-général M. Jeff Thompson, avec des éléments de la « Brigade de Fer » de Shelby — soit 1 500 hommes au total — attaquer la ville de Sedalia. Les rebelles subjuguèrent la milice du Missouri qui gardait la localité et se livrèrent au pillage, jusqu'à ce que leur commandant leur intime l'ordre d'arrêter. Se contentant des armes, des équipements et des chevaux qu'il avait réquisitionné en libérant ses prisonniers sur parole, Thompson et ses hommes quittèrent Sedalia pour rejoindre Price, abandonnant la ville aux mains de l'Union, qui la conserverait jusqu'à la fin de la guerre,.

### Seconde bataille de Lexington (19 octobre)
Tandis que Price se traînait vers l'ouest, le major-général William S. Rosecrans (à la tête du Département du Missouri) proposa un mouvement en tenaille pour encercler son armée. Il fut cependant incapable de contacter le major-général Samuel R. Curtis (commandant le Département du Kansas) pour donner forme à son projet. De son côté, Curtis devait faire face à d'autres problèmes : la plupart de ses hommes étaient des miliciens du Kansas et ils refusaient d'entrer au Missouri. Malgré tout, un contingent de 2 000 hommes, commandé par le major-général James G. Blunt, se mit finalement en marche vers Lexington (Missouri), à une cinquantaine de kilomètres de Kansas City. Le 19 octobre vers 14 h, l'armée de Price, s'approchant de Lexington, vint buter sur les éclaireurs et les sentinelles de l'Union. Après avoir fait reculer les Fédéraux, les rebelles entrèrent en contact avec le gros des forces nordistes. Ces dernières commencèrent par résister, mais l'armée de Price les repoussa à travers la ville jusqu'aux faubourgs ouest et leur donna la chasse, le long de la route d'Independence, jusqu'à la nuit tombante. Le contingent de Curtis, affaibli par la défection des miliciens du Kansas, n'avait pu s'opposer à l'avancée de Price, mais il avait retardé sa progression déjà lente et recueilli des informations capitales sur la taille et les plans de l'armée confédérée,.

### Bataille de Little Blue River (21 octobre)
Le 20 octobre, les soldats de Blunt arrivèrent à Little Blue River, à une douzaine de kilomètres à l'est d'Independence. Les troupes de l'Union, s'appuyant sur de fortes positions défensives établies sur la rive gauche, firent alors volte-face pour affronter à nouveau les Confédérés. Le général Curtis demanda à Blunt de regagner Independence en laissant sur la Little Blue River un détachement confié au colonel Thomas Moonlight. Le jour suivant, Curtis ordonna à Blunt de prendre tous les volontaires et de retourner vers la rivière. Comme Blunt s'en approchait, il s'aperçut que les hommes de Moonlight avaient attaqué l'avant-garde de Price au lever du soleil, et incendié le pont comme il le leur avait demandé. Le gros des forces de Price était depuis arrivé sur les lieux et pressait sans répit le détachement de Moonlight qui défendait avec entêtement le moindre gué accessible de la zone. Blunt entra immédiatement dans la mêlée et un combat de cinq heures s'ensuivit. Les Nordistes firent tout d'abord reculer les rebelles et se retranchèrent derrière des murets de pierre en attendant une inévitable contre-attaque. Malgré leur détermination, la supériorité numérique des Sudistes fit peu à peu son effet et les Nordistes furent obligés de battre en retraite, tandis que l'attention des belligérants se reportait sur Independence,,.

### Seconde bataille d'Independence (21–22 octobre)
Tandis que les hommes de Blunt quittaient les bords de la Little Blue River pour se replier vers l'ouest et Kansas City, ils traversèrent Independence, où les unités d'arrière-garde de l'Union tentèrent de couvrir leur retraite en accrochant les troupes de Price qui entraient en ville. De vifs combats firent rage toute la journée dans les rues, tandis que les Fédéraux se retiraient lentement. Dans la nuit du 21 octobre, après avoir pris la ville, Price bivouaqua le long d'une tranchée de chemin de fer en chantier un peu à l'ouest des habitations. Le lendemain matin, il était rattrapé par Pleasonton, toujours sur ses talons, qui arrivait avec ses 10 000 cavaliers. Pleasonton traversa la Little Blue River pour attaquer la ville par le nord-est, surprenant les arrières de Price tandis qu'il reprenait sa marche vers l'ouest. Deux des brigades de Fagan furent malmenées par les Fédéraux, repoussées à travers la ville et vers l'ouest où se trouvait le gros des troupes de l'Union. Une autre brigade rebelle tenta d'endiguer l'assaut mais elle fut pratiquement anéantie par les hommes de Pleasonton. Mais l'Union ne parvint pas à confirmer ce succès : la division de Marmaduke engagea Pleasonton à trois kilomètres à l'ouest d'Independence, parvenant à repousser les Fédéraux et à les tenir en respect jusqu'au matin du 23, tandis que le centre de gravité des combats se déplaçait d'Independence à Westport (aujourd'hui partie intégrante de Kansas City),.

### Bataille de Byram's Ford (22–23 octobre)

Le général Alfred Pleasonton, à la tête de la cavalerie nordiste, poursuivit sans relâche les troupes de Price pendant leur retraite.

La bataille de Byram's Ford se compose de deux escarmouches, la première le 22 octobre et la seconde le lendemain. Comme Price s'approchait de Kansas City, il apprit que l'armée de la Frontière (général Curtis) s'était rassemblée à Westport et dans ses environs, bloquant son avancée vers l'ouest. Price traînait après lui près de 500 fourgons et il avait besoin d'un gué pour passer la Big Blue River. Byram's Ford semblait le gué le plus indiqué dans la zone et devint ainsi le point chaud des combats qui s'engagèrent autour de Westport. Le 22 octobre, les Nordistes de la division de Blunt tenaient une position défensive sur la rive ouest de la Big Blue. Vers dix heures du matin, des éléments de la division de Shelby lancèrent un assaut frontal contre les hommes de Blunt. Il s'agissait d'une ruse : le reste des forces de Shelby effectuait en effet dans le même temps une manœuvre de flanquement sur les retranchements édifiés à la hâte par Blunt et ses hommes. Les Fédéraux n'eurent d'autre choix que de se replier sur Westport. Les fourgons de Price, suivis par 5 000 têtes de bétail, traversèrent à Byram's Ford pour se diriger vers le sud et se mettre provisoirement en sûreté à Little Santa Fe,.
La seconde escarmouche à Byram's Ford eut lieu le 23 et constitue une partie de la bataille de Westport, qui faisait rage à proximité. Ayant délogé la division de Blunt la veille, les Confédérés de Marmaduke tenaient maintenant la rive ouest de la Big Blue et empêchaient Pleasonton de s'en prendre aux arrières de Price. Sur les huit heures du matin, Pleasonton se lança à l'assaut de Byram's Ford. Tout d'abord, les rebelles tinrent bon. Un officier commandant une brigade de l'Union (le brigadier-général Egbert B. Brown), retint ses hommes et fut arrêté sur le champ par Pleasonton pour avoir désobéi à ses ordres. Un autre, le colonel Edward F. Winslow, fut blessé et dût être remplacé par le lieutenant-colonel Frederick Benteen, qui devait, des années plus tard, se rendre célèbre à la Little Bighorn. En dépit de ces difficultés, vers onze heures du matin, les hommes de l'Union s'étaient rendus maîtres de la rive ouest et Marmaduke leur avait abandonné le terrain. Price se trouvait maintenant confronté à deux armées nordistes, l'une devant lui, l'autre derrière, et dont chacune dépassait en effectifs ses troupes encerclées. L'issue de la bataille de Westport, qui continua néanmoins jusque dans la soirée, était joué,.

### Bataille de Westport (23 octobre)
Repoussant l'idée d'une retraite vers le sud, Price décida qu'il affronterait Curtis (face à lui) et Pleasonton (sur ses arrières) en les attaquant chacun à leur tour. Pleasonton arrivait en force après les combats d'Independence et Price décida de frapper d'abord Curtis et l'armée de la Frontière à Westport, pour ne se tourner qu'ensuite contre Pleasonton. Cependant, Curtis tenait des positions bien défendues et, en dépit d'assauts répétés, Price ne put, durant les quatre heures que dura le combat, rompre les lignes de l'Union. Quand Pleasonton (cf. plus haut) eut franchi le gué de Byram's Ford, le destin de Price était scellé. Son armée battit en retraite à travers le Kansas, toujours poursuivie par les cavaliers de Pleasonton, et ne parvint jamais à se réorganiser. La bataille, connue comme « le Gettysburg de l'Ouest », mit un point final à l'expédition de Price,.

### Bataille de Marais des Cygnes (25 octobre)
Price se retira vers le sud, et Pleasonton le suivit au Kansas. Il le rattrapa alors que son armée bivouaquait sur les rives de la rivière du Marais des Cygnes, à proximité de Trading Post (Comté de Linn (Kansas)). Après un pilonnage d'artillerie lancé à quatre heures du matin, les hommes de Pleasonton partirent à l'assaut. Price ordonna à ses troupes de reculer en franchissant la rivière, laissant Fagan et ses hommes retenir les Fédéraux jusqu'à ce que ses fourgons aient traversé. Les Nordistes ne parvinrent pas à l'empêcher de s'échapper et ne purent mettre la main que sur deux canons et quelques prisonniers. Pleasonton se lança à nouveau à sa poursuite et le rattrapa le jour même à Mine Creek.

### Bataille de Mine Creek (25 octobre)
À environ 10 km au sud de Trading Post, les brigades du colonel Frederick W. Benteen et du colonel John Philips, de la division de Pleasonton, submergèrent les Confédérés comme ils traversaient Mine Creek. Les Sudistes étaient pris au milieu du gué, leurs fourgons bloqués par les eaux en crue. Ils se formèrent en ordre de bataille sur la rive nord. Bien que dépassés par le nombre, les Nordistes lancèrent une charge de cavalerie, menée par le 4th Iowa Cavalry, qui, selon un témoin, tomba sur les rebelles « comme la foudre » et désintégra les lignes de Price « comme un rang de briques ». La puissance de feu des Fédéraux et la férocité de leurs assauts compensaient leur infériorité numérique et Pleasonton, une fois de plus, força Price à battre en retraite. Quelque 600 rebelles, ainsi que deux généraux confédérés (Marmaduke et le brigadier-général William L. Cabell), furent capturés, ainsi que six pièces d'artillerie,,.

### Bataille de Marmiton River (25 octobre)
Price poursuivit son charroi vers Fort Scott. Tard dans l'après-midi du 25 octobre, ses fourgons rencontrèrent des difficultés à passer le gué sur le cours de la Marmiton River et, comme à Mine Creek la veille, il dût à nouveau faire face à l'ennemi. Le brigadier-général John McNeil, qui commandait deux brigades de la cavalerie de Pleasonton, attaquèrent les troupes que Price avait pu rallier après les combats des jours précédents, dont une proportion importante de soldats désarmés. Ignorant ce fait et ne considérant que l'importance de l'effectif confédéré, McNeil décida de ne pas lancer un assaut frontal. Après deux heures d'escarmouches, Price reprit sa retraite. McNeil ne parvint pas à organiser la poursuite. L'armée de Price était maintenant totalement débandée et il ne s'agissait plus que de savoir si elle allait pouvoir s'échapper et combien d'hommes il allait pouvoir sauver et mettre à l'abri en territoire ami.

### Seconde bataille de Newtonia (28 octobre)
Les débris de l'armée de Price s'arrêtèrent pour se reposer à trois kilomètres au sud de Newtonia, Missouri. Peu de temps après, la cavalerie nordiste de Blunt les surprit et les attaqua. Alors que les hommes de Price battaient pêle-mêle en retraite, la division de Jo Shelby — avec sa fameuse « Brigade de Fer » — se fraya, démontée, un chemin à rebours vers le front pour contre-attaquer et protéger la retraite des rebelles vers le Territoire indien. Le brigadier-général John Sanborn, arrivant plus tard avec des renforts, convainquit Shelby de se retirer. Les troupes de l'Union avaient, une fois encore, obligé les rebelles à battre en retraite, mais avaient échoué à les détruire ou à les capturer. Newtonia était la dernière bataille de la campagne.

## Conséquences
Soucieux d'éviter Fort Smith, Price obliqua vers l'ouest et passa en Territoire indien et au Texas, avant de retrouver l'Arkansas le 2 décembre, avec les 6 000 survivants d'une armée qui en avait compté jusqu'au double, en incluant les francs-tireurs qui l'avaient rejoint en route. Il fit son rapport à Kirby Smith, lui indiquant qu'il avait « marché 2 300 kilomètres, livré quarante-trois combats et escarmouches, capturé et libéré sur parole plus de 3 000 officiers et soldats nordistes, pris 18 pièces d'artillerie […] détruit au Missouri des biens […] pour une valeur de dix millions de dollars ». L'expédition de Price restait néanmoins un échec total. Elle contribua, avec les victoires de l'Union en Virginie et en Géorgie, à la réélection du président Lincoln. Price avait en outre réalisé un des objectifs de l'Union, en débarrassant le Missouri des francs-tireurs et des partisans qu'il avait entraînés derrière lui ou conduit à la mort.
L'expédition de Price fut la dernière opération militaire d'envergure menée à l'ouest du Mississippi.